# Alegia
Alegia – gmina w Hiszpanii, w prowincji Guipúzcoa, w Kraju Basków, o powierzchni 7,59 km². W 2011 roku gmina liczyła 1771 mieszkańców.
W mie4jscowości jest przystanek kolejowy Alegia.